# Nacionalismo del Úlster

La bandera no oficial de la nación Úlster propuesta por los nacionalistas de Úlster.

El Nacionalismo de Úlster es un movimiento político de carácter protestante, que rechaza la unión de Irlanda del Norte con la República de Irlanda y también el actual estatus de pertenencia de la provincia al Reino Unido. Defienden la independencia del pueblo del Úlster, de sus vecinos irlandeses y británicos.
El movimiento fue formado por militantes lealistas protestantes que estaban insatisfechos del tratamiento británico hacia ellos, en particular el encarcelamiento de militantes de la Fuerza Voluntaria del Úlster (UVF) y Asociación en Defensa del Úlster (UDA/UFF)

## Distinciones de otros movimientos
Nacionalismo en Úlster tiene rasgos comunes con cada otro grupo político en el Úlster, si bien es un desarrollo de descontento protestante con ellos:
- Republicanismo y nacionalismo irlandés son inaceptables para los protestantes que componen el nacionalismo del Úlster. La razón de la partición de Irlanda entre el Norte y el Sur fueron las preocupaciones de la minoría protestante que temían el riesgo de estar bajo control católico. Pastores protestantes advirtieron a esos feligreses contra la Iglesia católica y la situación de personas protestantes en países católicos como España (en la época franquista) e Italia. Aunque el IRA Provisional renunció al sectarismo y declaró que los protestantes tendrían libertad religiosa en una Irlanda unida, la prensa y el público protestante consideran al IRA y a todos sus afiliados ser pantallas para Roma.

- Unionismo es el antecesor más antiguo del lealismo y nacionalismo del Úlster, pero tiene diferencias muy acusadas con ellos. En general, los unionistas están a favor de mantener a Irlanda del Norte en el Reino Unido, pero el liderazgo de ese sector fue siempre de las clases altas de la sociedad norirlandesa. Al principio del conflicto norirlandés, muchos protestantes ya creían que el caudillaje del Partido Unionista del Úlster (UUP), la Orden de Orange y semejantes instituciones, estaban dominados por una élite aristócrata. En los años 1970 la política unionista se dividió entre los moderados como el Capitán Terence O'Neill, el primer ministro de Irlanda del Norte y líder del UUP, y los partidarios de la línea dura como el Reverendo Ian Paisley. Durante todo el conflicto, los partidos unionistas como el UUP y Partido Democrático Unionista (DUP) de Paisley fueron los más fuertes entre la comunidad protestante, pero los protestantes socialistas y de la clase obrera se sintieron marginados por la élite unionista. Los militantes protestantes, generalmente de sectores pobres de la provincia, fueron a menudo maltratados por las autoridades de la Real Policía del Úlster (RUC) y el Ejército Británico. Como resultado, la prensa y las autoridades prefirieron llamar "legalistas" a los militantes de la UVF y UDA/UFF.

- Lealismo es más semejante al nacionalismo del Úlster que cualquiera otra opinión. Lealistas son protestantes que están dispuestos a violar la ley británica para luchar contra el peligro de la unificación de las dos Irlandas. A diferencia de los unionistas en general, un lealista apoya las actividades de paramilitares sectarios y rechaza la idea de transigir con republicanos o católicos en general. El lealismo se inició en los años  1960 como una reacción a las reformas del primer ministro norirlandés O'Neill, y sus primeros líderes, Augustus "Gusty" Spence (UVF) y Charles Harding Smith (UDA), fueron protestantes de la clase obrera. Los lealistas además mostraron sospechas contra políticos unionistas y británicos. La división entre los paramilitares lealistas y el unionismo se hizo más patente el 9 de diciembre de 1973 con el Acuerdo de Sunningdale, en el que el poder político en Irlanda del Norte tuvo que ser compartido entre católicos nacionalistas y protestantes unionistas. Los paramilitares se opusieron al Acuerdo, y tras una huelga lealista y una campaña de violencia sectaria, obligaron al Estado a ceder. El último primer ministro de Irlanda del Norte, el Barón Faulkner, dimitió de su puesto como resultado de las manifestaciones protestantes. Las acciones de terrorismo causadas por pandilleros lealistas fueron la razón primera del fracaso del Acuerdo de Sunningdale, más que el terrorismo del IRA Provisional o cualquier grupo republicano.

## Evolución de lealistas a separatismo de Gran Bretaña
Sunningdale fue el primer ejemplo de una separación de opiniones entre los rangos protestantes. Unionismo, y su filial el lealismo, tienen metas muy conservadoras, y están en favor de mantener el statu quo en Irlanda del Norte: La preferencia de protestantes para empleos públicos y de obreros. Muchos protestantes obreros, como Charles Harding Smith, inicialmente vieron en católicos como rivales para ellos en los trabajos. La élite norirlandesa, en particular la nobleza, animaron a la enemistad entre los obreros protestantes y católicos para salvar su alto nivel de vida, pero siempre abstuvieron de bendecir las acciones terroristas del UVF y UDA/UFF. Muchas divisiones se desarrollaron después de la caída del Acuerdo de Sunningdale que causaron el aislamiento del UVF, UDA, y sus seguidores del resto de la comunidad protestante. 

### Reacción del Estado con los paramilitares
Con ingenuidad, muchos lealistas que eran veteranos del Ejército Británico, la policía u otros servicios británicos, creyeron que el estado británico hubiera de agradecerles por impedir una revolución republicana. En los años 1960 el IRA estaba bajo influencia comunista, esto ocurría en los tiempos más tensos de la Guerra Fría. A tal punto, los servicios de seguridad como el MI5 y la RUC se aprovecharon de figuras lealistas para manipular el movimiento. El director de colegio William McGrath fue un ejemplo muy famoso: Homosexual y acosador sexual de jóvenes. McGrath encabezó el grupo protestante fundamentalista Tara y trató sin efecto tomar control de la UVF. McGrath fue también un informante del MI5. 

En vez de hacer aliados de ellos, las autoridades se solían aprovechar de los militantes cuando les resultaba conveniente. En 1966 el UVF fue prohibido por el gobierno de Irlanda del Norte como resultado de asesinatos sectarios. En los años 1970 la policía se infiltró en los militantes y muchos de ellos fueron encarcelados.  
- Datos: Q4334187